# Sergio Gabriel Martínez
Sergio Gabriel Martínez est un boxeur argentin né le 21 février 1975 à Avellaneda en Argentine.

## Carrière
Il devient champion du monde des super-welters WBC par intérim le 4 octobre 2008 en battant Alex Bunema par abandon à l'appel de la 9e reprise. La WBC élève Martínez au rang de champion à part entière le 21 mai 2009 après avoir destitué Vernon Forrest qui était dans l'impossibilité de défendre sa ceinture à la suite d'une blessure aux côtes. Il s'incline en revanche aux points dans un combat sans titre en jeu en poids moyens face à l'américain Paul Williams le 5 décembre à Atlantic City.
Le 17 avril 2010, Martínez bat Kelly Pavlik aux points par décision unanime et s'empare des titres WBC & WBO. Cette dernière destitue l'Argentin le 1er juin pour motif qu'il n'a pas renoncé à sa ceinture WBC des super-welters. Martínez abandonne son titre WBC des super-welters le 17 juin pour se consacrer à celui des poids moyens.
Le 20 novembre 2010, il prend sa revanche par KO au 2e round contre Paul Williams, de nouveau à Atlantic City, conservant ainsi son titre WBC, titre auquel il doit finalement renoncer le 18 janvier 2011 afin d'affronter et finalement de battre au 8e round l'ukrainien Serhiy Dzinziruk le 12 mars.
Sergio Gabriel Martínez redevient champion WBC des poids moyens le 15 septembre 2012 après une victoire aux points contre le Mexicain Julio César Chávez Jr.. Il bat ensuite le britannique Martin Murray aux points le 27 avril 2013 à Buenos Aires. À la suite d'une blessure au genou contractée pendant son combat contre Murray, il ne remonte sur ring que 13 mois plus tard, le 7 juin 2014, pour défendre son titre contre l'ex multiple champion du monde portoricain Miguel Cotto. Martinez est envoyé trois fois au tapis au 1er round et une fois au 9e. Très nettement dominé, le coin de l'Argentin jette l'éponge au 10e round pour éviter une plus dure correction et préserver la santé de Martinez.

## Distinction
- Sergio Gabriel Martínez est élu boxeur de l'année en 2010 par Ring Magazine.
- KO de l’année en 2010 (face à Paul Williams).